# Осадочный чехол

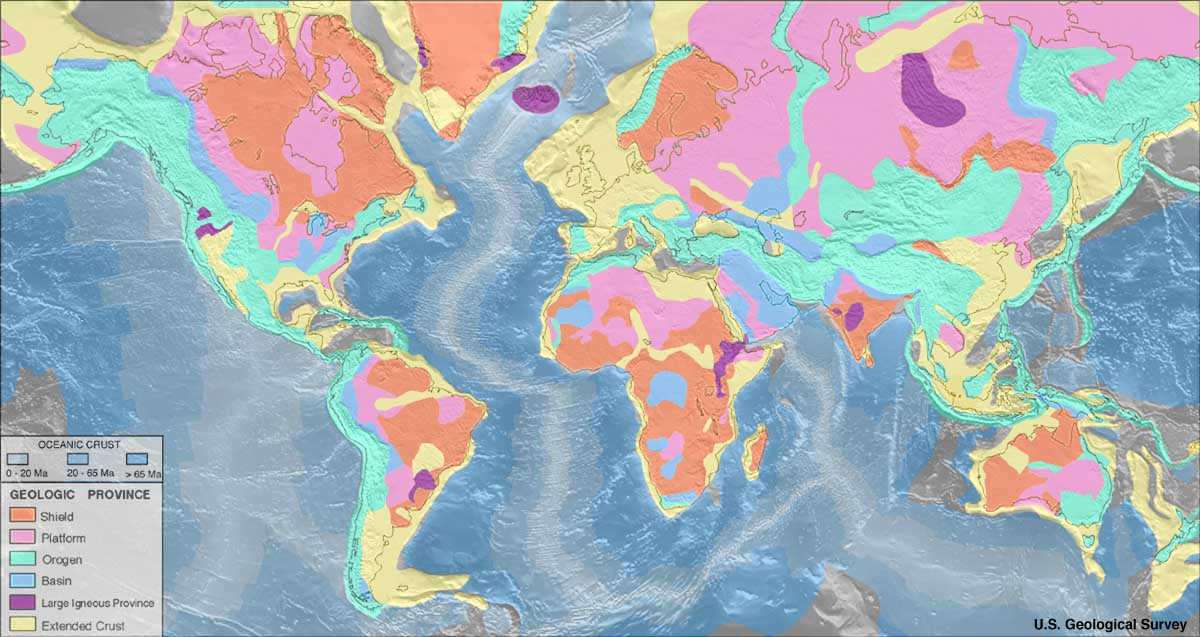
Геологические провинции мира

Осадочный чехол, платформенный чехол — верхний структурный ярус платформы, сложенный, как правило, неметаморфизованными осадочными горными породами. Магматические образования представлены породами трапповой формации. В основе осадочных чехлов иногда присутствуют кислые вулканические образования. Отложения осадочных чехлов характеризуются пологим залеганием и небольшой мощностью.